# Frédéric Hantz
Pour les articles homonymes, voir Hantz.
Frédéric Hantz, né le 30 mai 1966 à Rodez, est un footballeur français reconverti entraîneur.

## Biographie

### Carrière de joueur
Il débute au Stade ruthénois (1983-1987), en Division 3, puis évolue en Division 2 avec le Clermont Football Club (1988-1989) puis le FC Istres (1989-1992) et enfin en Division 1 au FC Metz, 1992-1993. Il rejoint ensuite l'OGC Nice (1993-1995), puis les Chamois Niortais FC (1995-1997).
En 1997, il retourne à Rodez, en CFA (4e division), pour effectuer une dernière saison avant sa retraite de joueur.

### Carrière d'entraîneur
Sitôt sa carrière de joueur achevée à Rodez, il prend les rênes de l'équipe qu'il dirige pendant 3 saisons.
En 2002, il prend la direction de l'ESA Brive, qui évolue également en CFA et qu'il amène en quart de finale de la Coupe de France 2004, face au Paris Saint-Germain.

Il est engagé en décembre 2004 par l'équipe du Mans, alors que l'équipe est en Ligue 2. C'est un entraîneur connu pour ses méthodes atypiques, telles que des footings à 6 h du matin, des discours dans le noir, des chorégraphies pour les supporters.   

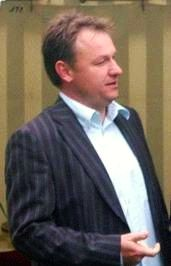
Frédéric Hantz en 2007

Après deux saisons réussies dans la Sarthe (remontée en Ligue 1, deux fois demi-finalistes de la coupe de la ligue), il décide de relever un nouveau défi en prenant les rênes du FC Sochaux-Montbéliard, qualifié pour la Coupe UEFA. L'aventure tourne court dans le Doubs, car après une élimination au premier tour en UEFA et en Coupe de la ligue, et alors que le club ne compte que deux victoires après 17 journées pour une avant-dernière place au classement, il est démis de ses fonctions le 12 décembre 2007.
Il obtient son diplôme d'entraîneur professionnel de football (DEPF) en avril 2008.
Le 18 décembre 2008, il est nommé à la tête du Havre AC, mal-en-point en championnat, et remplace Jean-Marc Nobilo. Fin de saison 2008-2009, il est remercié alors que le club termine dernier du championnat.
En mai 2010, il devient l'entraîneur de Bastia, équipe avec laquelle il remporte le championnat de National 2011 dès sa première année. Promu en Ligue 2, il est sacré champion au terme de la saison 2011-2012. En mai 2014, il n'est pas prolongé à la tête du club corse et devient consultant à Canal+.
Fin décembre 2015, il est contacté par le VAFC pour remplacer David Le Frapper au poste d'entraîneur mais il décline la proposition. Il retrouve un banc le 26 janvier 2016 lorsqu'il est nommé entraîneur du Montpellier HSC avec pour mission le maintien en Ligue 1, le club étant alors premier relégable à un point du 17e. Le maintien en Ligue 1 est obtenu et le Montpellier HSC termine la saison à la 12e place du championnat. Le 30 janvier 2017, il est démis de ses fonctions d'entraîneur par les dirigeants montpelliérains. Les raisons de cette mise à pied sont tout d'abord les faibles résultats avec le club, mais aussi des relations conflictuelles entretenues avec le président Louis Nicollin.
Le 28 octobre 2017, il est nommé entraîneur du FC Metz, en remplacement de Philippe Hinschberger, avec Arnaud Cormier et Sylvain Marchal comme adjoints. Le 16 mai 2018, le FC Metz annonce dans un communiqué le départ de Frédéric Hantz à l'issue de la saison à la suite de la relégation du club en deuxième division.

### Mécénat
À la suite de la liquidation judiciaire du Mans FC en 2013, Frédéric Hantz participe à la reconstruction du club en étant le seul « ancien » à contribuer financièrement pour boucler le budget de la saison 2014-2015 alors que Le Mans FC est remonté en CFA 2.

## Palmarès de joueur
- Champion de France de D2 en 1994 avec l'OGC Nice.

## Palmarès d'entraîneur
- Champion de National en 2011 avec le SC Bastia.
- Meilleur entraîneur du championnat de France de National en 2011[9]
- Champion de Ligue 2 en 2012 avec le SC Bastia.
- Trophées UNFP du Meilleur Entraîneur de Ligue 2 en 2012.

## Politique
Lors du second tour de l'élection présidentielle de 2012, 19 personnes du village corse de Belgodère, ont voté pour Frédéric Hantz. Ce scrutin intervient peu de temps après la montée du SC Bastia en Ligue 1, les votes ont été décomptés comme nuls.